# Actinodendronidae
Actinodendronidae is een familie uit de orde van de zeeanemonen (Actiniaria). De familie is voor het eerst wetenschappelijk beschreven door Haddon in 1898. De familie omvat 3 geslachten en 10 soorten.